# Al-Risalah Skandinaviska Stiftelse
Al-Risalah Skandinaviska Stiftelse (av arabiska الرسالة, ar-Risāla, 'budskapet') är en privat stiftelse registrerad 2003, med säte i Örebro och med verksamhet inom branscherna förskolor, fritidshem, daghem och skolor, samt undervisning i islam och arabiska för barn och ungdomar. Den är finansierad av Saudiska kungahuset, varför verksamheten är fokuserad på den islamiska grenen wahhabitism. Precis som i andra europeiska länder pågår en mission från konkurrerande grenar av islam från Qatar, Turkiet och i detta fall Saudiarabien.. Nu Al-Risalah Skandinaviska Stiftelse fick ett nytt namn, så är det SSUF (scandinavian foundation for education) som äger dåvarande Al-Risalah Skandinaviska Stiftelse.
Ar-Risalah driver bland annat den wahhabitiska friskolan Al-Salam i Västhaga, med ekonomiskt stöd från al-Haramain Islamiska Stiftelse. Ar-Risalahs ordförande är schejk Abdulrahman Al-Uqael. Andra företrädare för föreningen är Rabi Bader och Amer Nour.
Al-Risalah har även en idrottsförening för ungdomar med huvudsakligen muslimsk bakgrund. Stiftelsen är inte ansluten till Sveriges muslimska råd.
Skolan som stiftelsen driver har fått grov kritik från Skolinspektionen, som ser tecken på religiös könsuppdelning och bristfällig likabehandling.
Den terroristen Osama Krayem som var del i terrordåden i Bryssel 2016 har tidigare varit anställd av stiftelsen. Krayem uppges enligt belgiske åklagare har försett attentatsmännen i Bryssel med bombväskor, som senare skulle detoneras i Maelbeek och mörda ett 20-tal människor.